# HD 71665
HD 71665，又名BD-08 2374，SAO 135956、HR 3338，是一颗恒星，视星等为6.43，位于銀經232.55，銀緯16.91，其B1900.0坐标为赤經8h 23m 28.7s，赤緯-8° 16.91′ 3″。